# Michael Donner
Michael Donner (* 27. August 1979 in Schwäbisch Hall) ist ein deutscher Komponist für Film, Werbung und Hörspiel.
Er schrieb unter anderem die Filmmusiken zu Tal der Skorpione, Dead Past – Rache aus dem Jenseits, Green Rocks sowie einer Vielzahl von Independent-Horrorfilme und Kurzfilme.
Auch Musiken für Hörspielreihen für Erwachsene, wie z. B. Howard Phillips Lovecraft – Chroniken des Grauens oder Die Prüfung, stammen aus seiner Feder.
Daneben komponiert Donner auch für Hörspiele, Werbung und Videospiele.

## Musiken (Auswahl)
- 2006: Green Rocks (Film)
- 2009: Klischee – Mörderisches Halloween auf Mallorca (Film)
- 2009: Dead Past – Rache aus dem Jenseits (Film)
- 2012: Robin Hood: Ghosts of Sherwood (Film)
- 2012: Legend of Hell (Film)
- 2019: Tal der Skorpione (Film)
- 2021: Die Prüfung – Finale (Hörspiel)
- 2023: Wolfy (Hörspiel)[3]